# Rocco Scotellaro

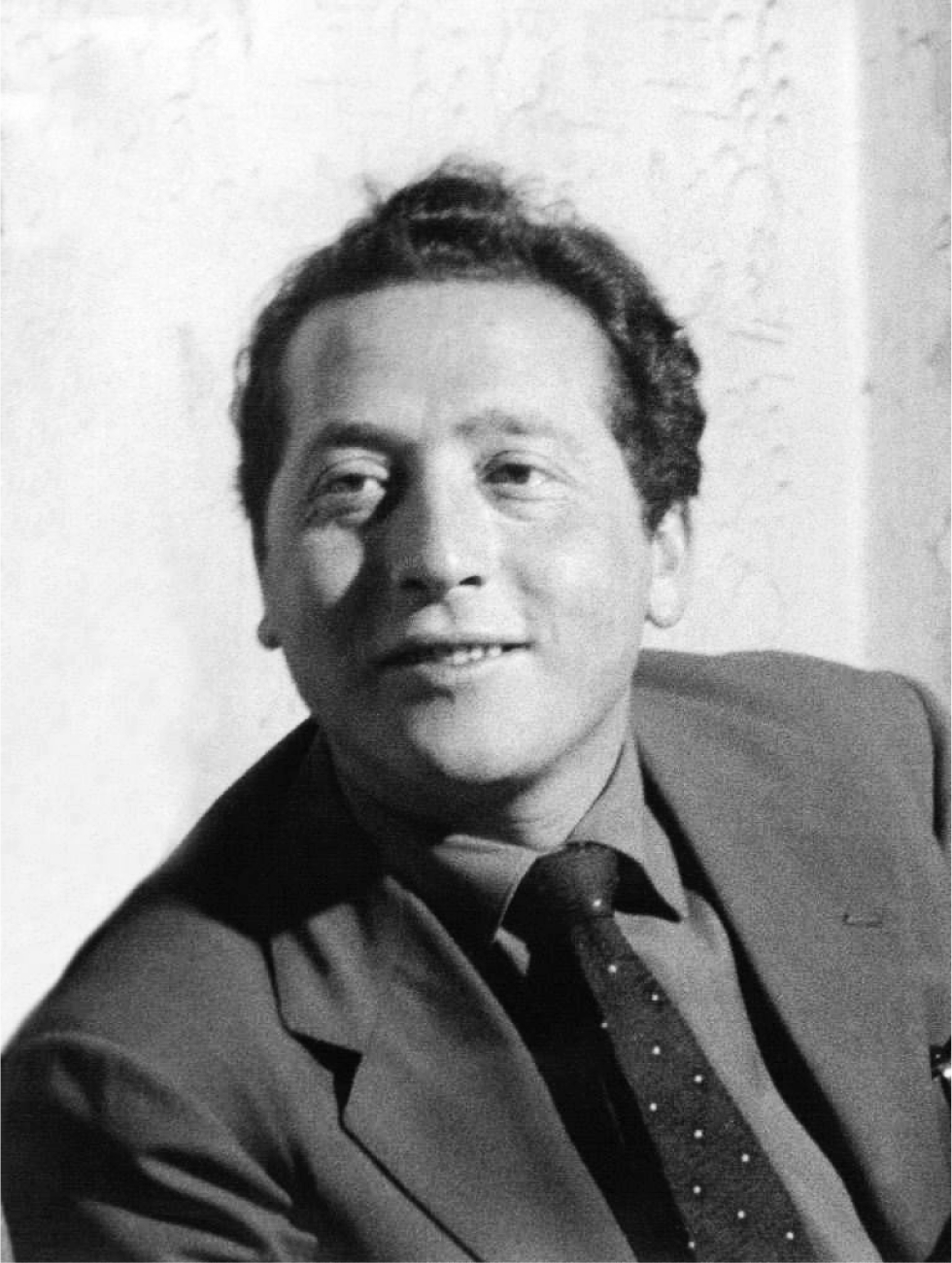
Rocco Scotellaro

Rocco Scotellaro (* 19. April 1923 in Tricarico; † 15. Dezember 1953 in Portici) war ein italienischer Schriftsteller, Dichter und Politiker.

## Leben
Rocco Scotellaro stammte aus einer bescheidenen Familie; sein Vater Vincenzo war Schuhmacher und seine Mutter Francesca Armento Schneiderin. Im Alter von 12 Jahren zog er mit seiner Familie nach Sicignano degli Alburni, um am dortigen Internat seine Schullaufbahn fortzusetzen. Ab 1942 studierte er an der Fakultät für Rechtswissenschaften in Rom, ohne das Studium abschließen zu können. Nach dem Tod seines Vaters kehrte er noch im selben Jahr an seinen Geburtsort zurück. 
Die dramatischen Zustände der süditalienischen Bauern kennend, begann Scotellaro seine gewerkschaftliche Arbeit, welche im Dezember 1943 in der Mitgliedschaft der Sozialistischen Partei Italiens (Partito Socialista Italiano, PSI) und der Gründung des örtlichen Ablegers der Partei mündete. 1946 wurde er im Alter von 23 Jahren zum Bürgermeister von Tricarico gewählt und hatte erste Kontakte mit Manlio Rossi Doria und Carlo Levi, welche seine Mentoren werden sollten.
1950 wurde Rocco wegen Erpressung, Betrug und Beteiligung an einer kriminellen Vereinigung von seinen politischen Gegnern angezeigt. Er verbrachte 45 Tage im Gefängnis von Matera, bis die politische Verschwörung aufgeklärt und er von allen Anklagepunkten freigesprochen wurde. Aufgrund dieser traumatischen Erfahrung und der Wahlniederlage auf provinzieller Ebene kehrte er der Politik den Rücken zu und widmete sich seiner literarischen Tätigkeit.
Im selben Jahr übernahm er eine Stelle an der Beobachtungsstelle für Agrarwirtschaft in Portici. Hier beschäftigte er sich unter anderem mit der regionalen Entwicklung der Basilikata sowie diversen soziologischen Studien. Auf Anregung des Verlegers Vito Laterza begann Rocco eine umfangreiche Studie über die Kultur der Bauern Süditaliens. Wegen Scotellaros unerwartetem Tod durch Herzversagen am 15. Dezember 1953 blieb diese Studie unvollendet, wie auch sein autobiografischer Roman L’uva puttanella.

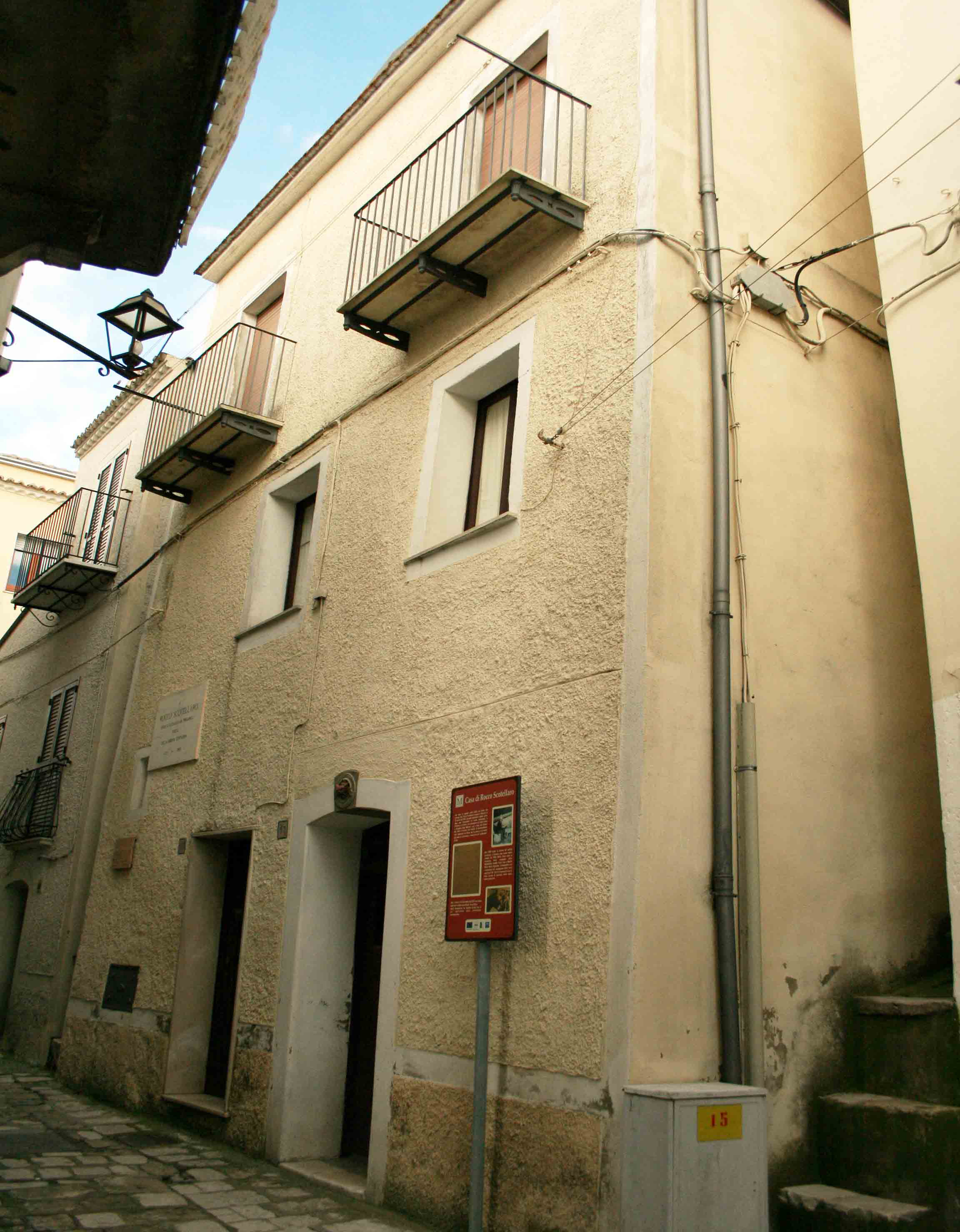
Geburtshaus von Scotellaro

## Politische Laufbahn
Aufgrund seiner Kindheit in der ruralen Basilikata entwickelte er schon in jungen Jahren das Verständnis für die unmenschliche Situation, in welcher sich die Bauern Anfang des 20. Jahrhunderts in Süditalien befanden. In der Nachkriegszeit sah Rocco Scotellaro in der Sozialistischen Partei Italien das ideale Instrument um die wirtschaftliche und soziale Situation der Bauern zu verbessern. Er beschäftigte sich in seiner politischen Laufbahn fast ausschließlich mit den großen Problemen der Landwirtschaft jener Zeit: Nahrungsmittelknappheit, mangelnde sanitäre Einrichtungen, ein rücksichtsloser und kompromissloser Markt der Schwarzarbeiter sowie die extreme und konstante Armut.
Nach dem Sturz der Mussolinis im Juli 1943 und dem Waffenstillstand von Cassibile mit den Alliierten im September 1943 schaffte es der Süden Italiens noch während des Zweiten Weltkrieges den Demokratisierungsprozess schon früh voranzutreiben. Auch in der Nachkriegszeit war Scotellaro Teil dieser Bewegung, er versuchte die örtliche Bevölkerung verstärkt in die Entscheidungsprozesse miteinzubeziehen und war einer der größten Unterstützer von Agrarreformen in Süditalien. 
Seine politische Naivität und Unerfahrenheit kam 1950 zu Tage, als versucht wurde ihn durch eine politische Intrige als Bürgermeister von Tricarico abzusetzen. Dieser Vorfall veranlasste ihn dazu seine politischen Ämter niederzulegen, ohne aber die Unterstützung der Bevölkerung für seine weiteren Vorhaben zu verlieren.

## Werke (Auswahl)
- Contadini del Sud (Bauern des Südens). 1954
- L’uva puttanella (Die Puttanellatraube). 1956
- Eine Stunde vor Tag. Darmstadt, 1967
- Margherite e rosolacci. Mailand 1978